# Necrophobic
«Necrophobic» es una canción del tercer álbum de estudio del grupo estadounidense de thrash metal Slayer.

## Descripción
No es muy conocida pero es bastante reconocida dentro del thrash metal. Se lanzó como sencillo en 1986. Es una de las canciones más cortas del grupo y del disco. La letra habla de un hombre con miedo a morir y lleva una larga cantidad de palabras compuestas y metáforas. Ha sido tocada varias veces en vivo.

## Créditos
- Rick Rubin: Productor
- Tom Araya: Bajo, voz
- Kerry King: Guitarra
- Jeff Hanneman: Guitarra
- Dave Lombardo: Batería

- Datos: Q10335940